# HD 147018 b

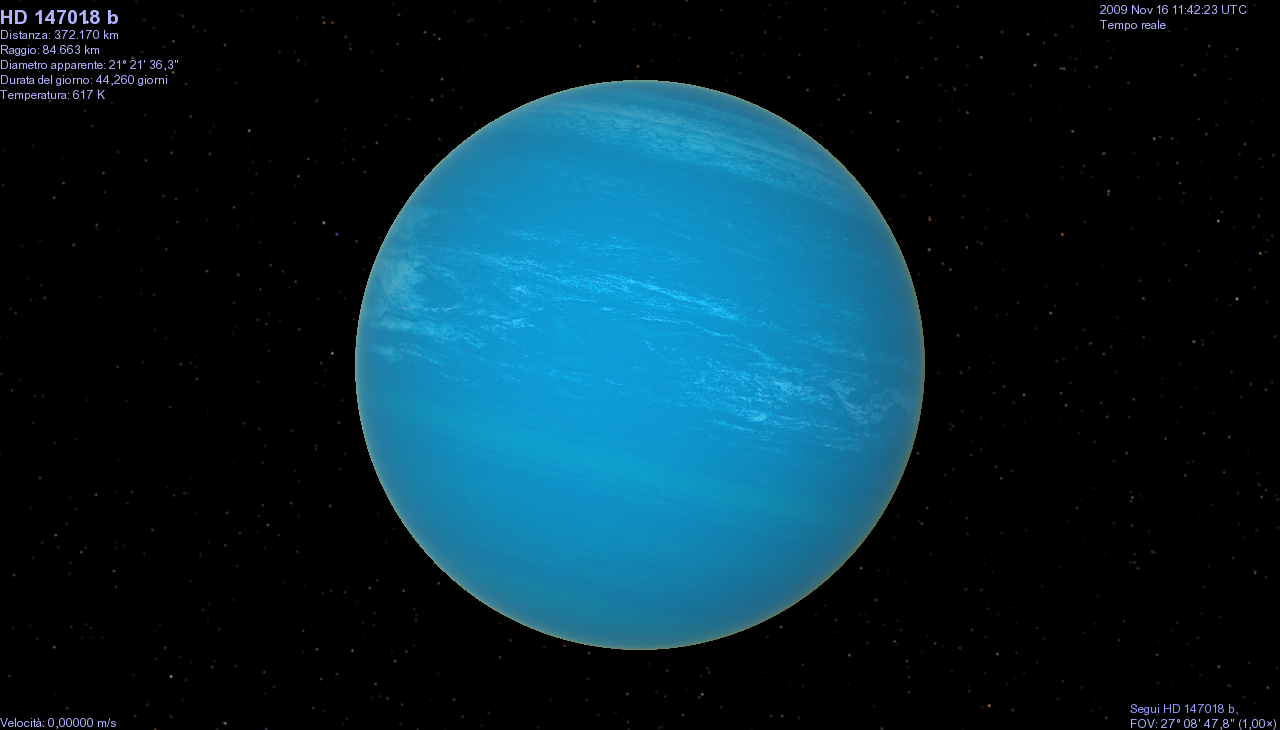
imatge del planeta extrasolar

HD 147018 b és un exoplaneta gegant gasós que orbita l'estrella tipus G HD 147018, situada a aproximadament 140 anys llum, en la constel·lació del Triangle Austral. Aquest planeta té una massa mínima que dobla a la de Júpiter, però orbita 22 vegades més a prop de la seva estrella que Júpiter. La seva òrbita és a més a més excèntrica. Pot acostar-se fins a 0,13 ua o allunyar-se fins a 0,35 ua. Hi ha un altre planeta superjovià descobert a més que aquest (HD 147018 c), que va ser anunciat a la mateixa data, l'11 d'agost del 2009.